# Tiếp nhận văn học
Tiếp nhận văn học (tiếng Đức: rezeptions) là hoạt động chiếm lĩnh các giá trị tư tưởng, thẩm mỹ của tác phẩm văn học, bắt đầu từ sự cảm thụ văn bản ngôn từ, hình tượng nghệ thuật, tư tưởng, cảm hứng, quan niệm nghệ thuật, tài nghệ tác giả cho đến sản phẩm sau khi đọc: cách hiểu, ấn tượng trong trí nhớ, ảnh hưởng trong hoạt động sáng tạo, bản dịch, chuyển thể,..
Qua tiếp nhận văn học, nhờ được tri giác, liên tưởng, cắt nghĩa, tưởng tượng của người đọc mà tác phẩm trở nên đầy đặn, sống động, hoàn chỉnh; ngược lại, người đọc nhờ tác phẩm mà được mở rộng vốn hiểu biết, kinh nghiệm về đời sống, tư tưởng và tình cảm cũng như năng lực cảm thụ, tư duy.
Về thực chất, tiếp nhận văn học là một cuộc giao tiếp, đối thoại tự do giữa người đọc và tác giả qua tác phẩm. Nó đòi hỏi người đọc tham gia với tất cả trái tim, khối óc, hứng thú và nhân cách, tri thức và sức sáng tạo. Trong tiếp nhận văn học người đọc ở vào một tâm trạng đặc biệt, vừa quên mình, nhập thân, vừa sống và thể nghiệm nội dung của tác phẩm, vừa phân thân, duy trì khoảng cách thẩm mỹ để nhìn nhận tác phẩm từ bên ngoài, để thưởng thức tài nghệ hoặc nhận ra điều bất cập, hoặc cắt nghĩa khác với tác giả.
Tiếp nhận văn học là một hoạt động sáng tạo. Nó thúc đẩy ảnh hưởng văn học, làm cho tác phẩm văn học không đứng yên mà luôn luôn lớn lên, phong phú thêm trong trường kì lịch sử. Tiếp nhận văn học tạo thành đời sống lịch sử của tác phẩm văn học.
Tiếp nhận văn học là một hoạt động có quy luật. Lí luận văn học truyền thống ghi nhận tiếp nhận văn học ở cấp độ cá thể, do các đặc điểm của cá tính, sự tu dưỡng của người đọc quy định. Tri âm là sự tiếp nhận tác phẩm đúng như ý định tác giả, kí thác là sự tiếp nhận mà người đọc mượn tác phẩm để bộc lộ nỗi lòng của mình đối với đời. Người đọc cũng có thể phát hiện những giá trị tư tưởng thẩm mỹ của tác phẩm ngoài tầm kiểm soát của tư tưởng tác giả, dựa trên các ấn tượng chủ quan về tác phẩm, hoặc khám phá những ý tưởng ngược hẳn với ý của tác giả.
Lí luận văn học hiện đại còn xem tiếp nhận văn học là một hiện tượng có quy luật xã hội. Sự đọc không phải là một hoạt động hoàn toàn tự do. Người đọc trước hết bị quy định bởi văn bản tác phẩm với các mã ngôn ngữ, mã nghệ thuật, mã văn hóa kết tinh ở trong đó.
Chẳng hạn, người đọc phải hiểu được nghĩa của ngôn từ, điển tích của các biểu tượng thẩm mỹ,... Thứ đến, người đọc bị quy định bởi kinh nghiệm tiếp nhận do truyền thống văn học và sự tiếp nhận các tác phẩm đã có trước đó quy định. Cuối cùng, người đọc bị quy định bởi nhu cầu đời sống, họ chờ đợi ở tác phẩm những vấn đề, những hiện tượng hiện thực mà họ quan tâm.
Dựa vào những quy luật này, người ta có thể dựng nên một bức tranh xã hội về sự tiếp nhận, với các xu hướng tiếp nhận khác nhau. Theo quan niệm này, người ta ghi nhận sự hiểu nhầm hoặc cố tình hiểu chệch, hiểu ngược lại tác giả, như là các sự thật của tiếp nhận, cho thấy các trạng thái tinh thần, đạo đức, trình độ văn hóa, nhu cầu tình cảm của đời sống xã hội.
Mặt khác, người ta cũng xây dựng nên lịch sử tiếp nhận các tác phẩm lớn, với vai trò phát hiện các giá trị mới của chúng do các nhà phê bình, nhà văn tầm cỡ thực hiện. Từ đó, người ta có thể viết lịch sử văn học từ phía tiếp nhận, ở đó nổi lên sự thay thế, biến đổi của các hệ quy chiếu tiếp nhận, các loại hình tiếp nhận và các kiểu người đọc đã tác động tới số phận tác phẩm.
Hiện tượng tiếp nhận văn học xác nhận vai trò chủ động, sáng tạo của chủ thể người đọc trong việc chiếm lĩnh giá trị văn học, cho thấy vai trò của nghiên cứu phê bình văn học trong việc phát hiện giá trị văn học và nâng cao văn hóa tiếp nhận cho công chúng.